# Каржимантский сельсовет
Каржимантский сельсовет — муниципальное образование со статусом сельского поселения в Шемышейском районе Пензенской области.
Административный центр — село Каржимант. 

## География
Каржимантский сельсовет расположен на юго-востоке Шемышейского района Пензенской области.
Территория сельсовета граничит:
- на севере — с Армиевским сельсоветом Шемышейского района
- на востоке — с Бузовлевским сельсоветом Лопатинского района
- на юге — с Каргалейским сельсоветом Шемышейского района,
- на западе — с Руссконоркинским сельсоветом Шемышейского района и землями муниципального образования п.г.т. Шемышейка.

## История
Статус и границы сельского поселения установлены Законом Пензенской области от 2 ноября 2004 года № 690-ЗПО «О границах муниципальных образований Пензенской области».
22 декабря 2010 года в соответствии с Законом Пензенской области № 1992-ЗПО в состав сельсовета включена территория упраздненного Мачкасского сельсовета.

## Население
| 2002 | 2010 | 2012  | 2013 | 2014 | 2015 | 2016 |
| ---- | ---- | ----- | ---- | ---- | ---- | ---- |
| 527  | ↘462 | ↗1011 | ↘969 | ↘929 | ↘911 | ↘869 |
| 2017 | 2018 | 2021  |      |      |      |      |
| ↘852 | ↘826 | ↘621  |      |      |      |      |

## Состав сельского поселения
| № | Населённый пункт | Тип населённого пункта       | Население |
| - | ---------------- | ---------------------------- | --------- |
| 1 | Азрапино         | село                         | ↘63       |
| 2 | Дубровка-на-Узе  | село                         | ↘114      |
| 3 | Каржимант        | село, административный центр | ↘348      |
| 4 | Мачкасы          | село                         | ↘284      |

## Инфраструктура
В структуре современного расселения доминирует административный центр — село Каржимант. В нем сосредоточены все социально-значимые объекты.
По территории сельсовета связь сёл муниципального образования осуществляется по автодороге областного значения 3 категории «Шемышейка — Лопатино» и по подъездной дороге с твердым покрытием к селу Дубровка-на-Узе от автодороги областного значения «Шемышейка — Лопатино». Каржимантский сельсовет, вследствие этого, имеет благоприятные условия для осуществления внешних связей с областным центром.